# Beovizija 2007
Die 5. Beovizija (serbisch-kyrillisch Беовизија) fand am 8. März 2007, mit einem Halbfinale am Vortag statt. Es war der serbische Vorentscheid für den Eurovision Song Contest 2007 in Helsinki (Finnland). Die Beovizija 2007 wurde vom Serbischen Rundfunk (RTS) im Sava Centar in Belgrad ausgetragen. Die Sängerin Marija Šerifović gewann mit ihrem Lied Molitva und im Mai 2007 den Eurovision Song Contest für Serbien.

## Format

### Konzept
In den Vorjahren diente die Beovizija als serbischer Vorausscheid für die Veranstaltung Evropesma, in der auch montenegrinische Lieder um das serbisch-montenegrinische Ticket zum Eurovision Song Contest konkurrierten. Nachdem Montenegro aus dem Staatenbund ausgeschieden war, wurde die Evropesma obsolet und deswegen abgeschafft. Auch bei der Beovizija gab es daraufhin Veränderungen. Anstatt eines Finales mit stets über 20 Liedern wurde ein Halbfinale mit 20 Beiträgen vorgeschaltet, aus dem sich zehn fürs Finale qualifizierten. Auch die Abstimmung wurde verändert, die Juroren und das Televoting waren nun gleichberechtigt.
Aus den über 200 eingereichten Beiträgen wählten Anja Rogljić, Ana Milićević, Zoran Dašić, Jelena Ilić, Nikoleta Dojčinović, Miki Stanojević und Bilja Krstić die 20 Halbfinalisten aus.

## Halbfinale
Das Halbfinale der Beovizija fand am 7. März 2007, 21:00 Uhr (MEZ) statt und wurde – wie bereits die Beovizijas 2005 und 2006 – von Jelena Jovičić und Boda Ninković moderiert. Die Ausstrahlung erfolgte im Fernsehen über RTS1 und RTS Sat, dem Satellitensender der serbischen Diaspora. Zudem konnte die Sendung im Internet über einen Livestream gesehen werden.
Die Jury des Halbfinales bestand aus Branislav Dimitrijević, Aleksandar Lokner und Maja Japundža-Nikolić. Während der Wertung traten die Vorjahressieger, Flamingosi auf, die zudem für ihr Lied Ludi letnji ples den Preis als bester Beovizija-Beitrag des Vorjahres erhielten.
Da am Ende der Juryabstimmung sowohl die Gruppe Negativ als auch Suza Dinić von jeweils einem Jurymitglied zehn Punkte – und sonst keine – erhalten hatte, wurde unter den Jurymitgliedern eine Stichwahl durchgeführt, die Negativ für sich entscheiden konnten. Prava star hätte sich aber auch andernfalls qualifiziert. Das genaue Abstimmungsergebnis wurde eine Woche nach dem Halbfinale veröffentlicht.
| Platz | Startnr. | Interpret                       | Lied Musik (M) und Text (T)                                      | Sprache  | Übersetzung (Inoffiziell)           | Juryvoting            | Juryvoting        | Juryvoting            | Juryvoting | Juryvoting | Zuschauerstimmen (Televoting & SMS) | Zuschauerstimmen (Televoting & SMS) | Gesamt |
| Platz | Startnr. | Interpret                       | Lied Musik (M) und Text (T)                                      | Sprache  | Übersetzung (Inoffiziell)           | Branimir Dimitrijević | Aleksandar Lokner | Maja Japundža-Nikolić | Gesamt     | Punkte     | Stimmen                             | Punkte                              | Gesamt |
| ----- | -------- | ------------------------------- | ---------------------------------------------------------------- | -------- | ----------------------------------- | --------------------- | ----------------- | --------------------- | ---------- | ---------- | ----------------------------------- | ----------------------------------- | ------ |
| 01.   | 04       | Marija Šerifović                | Molitva M: Vladimir Graić; T: Saša Milošević Mare                | Serbisch | Gebet                               | 04                    | 10                | 12                    | 26         | 12         | 2.063                               | 12                                  | 24     |
| 02.   | 17       | Slobodan Trkulja & Balkanopolis | Nebo M/T: Slobodan Trkulja                                       | Serbisch | Himmel                              | 12                    | 04                | –                     | 16         | 07         | 1.936                               | 10                                  | 17     |
| 03.   | 06       | Ivana Jordan                    | Bomba M: Ivana Jordan; T: Ivana Jordan, Zvonko Alašević          | Serbisch | Bombe                               | 6                     | 12                | 8                     | 26         | 10         | 0640                                | 05                                  | 15     |
| 04.   | 02       | Maja Marković                   | Nije nam se dalo M: Miša Mijatović; T: Dragan Brajović           | Serbisch | Es wurde uns nicht gegeben          | 5                     | 7                 | 6                     | 18         | 08         | 0459                                | 04                                  | 12     |
| 05.   | 18       | Peca Jovanović                  | Kao da je bilo juče M: Saša Dragić; T: Žana                      | Serbisch | Es war wie gestern                  | 8                     | 5                 |                       | 13         | 05         | 0728                                | 06                                  | 11     |
| 06.   | 12       | Blizanci                        | Mambo džambo srbijano M: Nenad Jovanović; T: Marina Tucaković    | Serbisch | –                                   | –                     | 1                 | –                     | 01         | 0          | 1.388                               | 08                                  | 08     |
| 07.   | 19       | Betty Boop                      | Sama M: Ognjen Cvekić; T: Staniša Banjanin                       | Serbisch | Allein                              | 2                     | 2                 | 2                     | 06         | 0          | 0922                                | 07                                  | 07     |
| 08.   | 13       | Miki Perić                      | Jablan M: Zoran Lesendrić; T: Ramirez                            | Serbisch | –                                   | 7                     | –                 | 7                     | 14         | 06         | 0283                                | 0                                   | 06     |
| 09.   | 08       | Aleksa Jelić                    | Beli grad M: Dragi Jelić; T: Valentina Velkov                    | Serbisch | Weiße Stadt                         | –                     | 8                 | 7                     | 12         | 04         | 0314                                | 01                                  | 05     |
| 10.   | 03       | Negativ                         | Prava star M: Milan Prokop; T: Ivana Peters                      | Serbisch | Wirklich alt                        | –                     | –                 | 10                    | 10         | 02         | 0427                                | 03                                  | 05     |
| 11.   | 15       | Mira Škorić                     | Voli je M: Aleksandar Futa Radulović; T: Marina Tucaković        | Serbisch | Liebe sie                           | 1                     | 6                 | 5                     | 12         | 03         | 0204                                | 0                                   | 03     |
| 12.   | 05       | Bane & Tanja                    | Simpatija M: Bojan Vasić; T: Marina Tucaković                    | Serbisch | Sympathie                           | –                     | –                 | –                     | 0          | 0          | 0421                                | 02                                  | 02     |
| 13.   | 16       | Suzana Dinić                    | Nudim ti srce svoje M/: Jelena Trifunović, Dragomir Trifunović   | Serbisch | Ich biete dir mein Herz             | 10                    | –                 | –                     | 10         | 01         | 0297                                | 0                                   | 01     |
| 14.   | 14       | Maja Nikolić                    | Ja znam da ti me ne voliš M: Marko Đurašević T: Rastko Savić     | Serbisch | Ich weiß, dass du mich nicht liebst | 3                     | –                 | 3                     | 06         | 0          | 0301                                | 0                                   | 0      |
| 15.   | 10       | Amadeus Bend                    | Zato što znam M/T: Aleksandar Simić                              | Serbisch | Weil ich es weiß                    | –                     | –                 | –                     | 0          | 0          | 0284                                | 0                                   | 0      |
| 16.   | 20       | I ku                            | Ljubav za sve M: Aleksandar Sedlar Bogoev; T: Nikola Demonja Jr. | Serbisch | Liebe für alle                      | –                     | 3                 | 1                     | 04         | 0          | 0279                                | 0                                   | 0      |
| 17.   | 01       | Aleksandra Perović              | Noćas budi moj M/T: Dragiša Baša                                 | Serbisch | Sei heute Nacht meins               | –                     | –                 | –                     | 0          | 0          | 0204                                | 0                                   | 0      |
| 18.   | 07       | Jelena Kovačević                | Senjorita M: Vladimir Graić; T: Jelena Kovačević                 | Serbisch | –                                   | –                     | –                 | –                     | 0          | 0          | 0166                                | 0                                   | 0      |
| 18.   | 11       | Bla Bla Bend                    | Ruski rulet M: Bojan Vasić; T: Miloš Roganović                   | Serbisch | Russisches Roulette                 | –                     | –                 | –                     | 0          | 0          | 0166                                | 0                                   | 0      |
| 20.   | 09       | Igor Vukojević                  | Dobro te znam M: Srđan Simić Kamba; T: Leontina Vukomanović      | Serbisch | Ich kenne dich gut                  | –                     | –                 | –                     | 0          | 0          | 0029                                | 0                                   | 0      |

## Finale

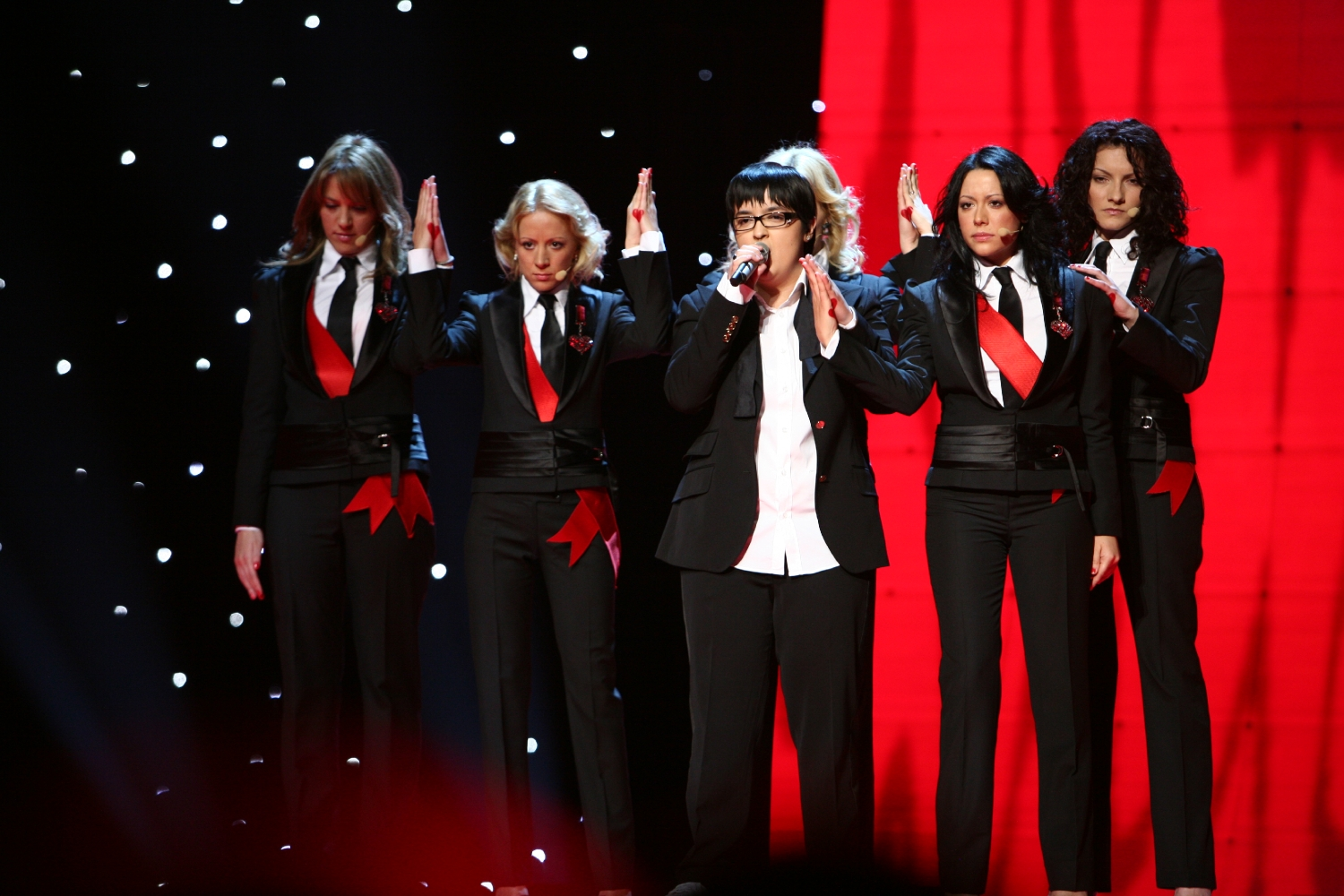
Die Siegerin von Beovizija 2007: Marija Šerifović

Bereits am folgenden Tag fand das Finale statt, das wiederum von Jelena Jovičić und Boda Ninković moderiert wurde. Im Verlauf der Sendung sangen die Moderatoren mehrere Lieder, die zuvor am Eurovision Song Contest teilgenommen hatten (Hard Rock Hallelujah von Lordi, Wild Dances von Ruslana, Everyway that I Can von Sertab Erener, Shake It von Sakis Rouvas), in der Wertungspause wurden die serbischen Musikpreise vergeben, zudem traten die ESC-Vertreter aus Slowenien, Kroatien, Bosnien und Herzegowina, Mazedonien und Montenegro mit ihren Wettbewerbsbeiträgen auf. Der Auftritt des Montenegriners Stevan Faddy wurde vom Saalpublikum teilweise mit Buhrufen quittiert.
Die Rolle der Juroren nahmen im Finale Sandra Šuša, Zafir Hadžimanov und Bebi Dol ein. Bebi Dol vertrat die SFR Jugoslawien beim Eurovision Song Contest 1991.
| Platz | Startnr. | Interpret                       | Lied Musik (M) und Text (T)                                   | Sprache  | Übersetzung (Inoffiziell)           | Juryvoting  | Juryvoting       | Juryvoting | Juryvoting | Juryvoting | Zuschauerstimmen (Televoting & SMS) | Zuschauerstimmen (Televoting & SMS) | Gesamt |
| Platz | Startnr. | Interpret                       | Lied Musik (M) und Text (T)                                   | Sprache  | Übersetzung (Inoffiziell)           | Sandra Šuša | Zafir Hadžimanov | Bebi Dol   | Gesamt     | Punkte     | Stimmen                             | Punkte                              | Gesamt |
| ----- | -------- | ------------------------------- | ------------------------------------------------------------- | -------- | ----------------------------------- | ----------- | ---------------- | ---------- | ---------- | ---------- | ----------------------------------- | ----------------------------------- | ------ |
| 01.   | 06       | Marija Šerifović                | Molitva M: Vladimir Graić; T: Saša Milošević Mare             | Serbisch | Gebet                               | 7           | 12               | 4          | 23         | 10         | 5.638                               | 12                                  | 22     |
| 02.   | 05       | Slobodan Trkulja & Balkanopolis | Nebo M/T: Slobodan Trkulja                                    | Serbisch | Himmel                              | 5           | 7                | 10         | 22         | 07         | 4.084                               | 10                                  | 17     |
| 03.   | 03       | Negativ                         | Prava star M: Milan Prokop; T: Ivana Peters                   | Serbisch | Wirklich alt                        | 12          | 3                | 12         | 27         | 12         | 1.128                               | 03                                  | 15     |
| 04.   | 09       | Ivana Jordan                    | Bomba M: Ivana Jordan; T: Ivana Jordan, Zvonko Alašević       | Serbisch | Bombe                               | 6           | 10               | 7          | 23         | 10         | 2.792                               | 07                                  | 17     |
| 05.   | 04       | Betty Boop                      | Sama M: Ognjen Cvekić; T: Staniša Banjanin                    | Serbisch | Allein                              | 3           | 8                | 08         | 19         | 05         | 2.164                               | 06                                  | 11     |
| 06.   | 08       | Blizanci                        | Mambo džambo srbijano M: Nenad Jovanović; T: Marina Tucaković | Serbisch | –                                   | 1           | 1                | 1          | 03         | 01         | 3.377                               | 08                                  | 09     |
| 07.   | 10       | Aleksa Jelić                    | Beli grad M: Dragi Jelić; T: Valentina Velkov                 | Serbisch | Weiße Stadt                         | 4           | 4                | 6          | 14         | 03         | 1.585                               | 05                                  | 08     |
| 08.   | 02       | Miki Perić                      | Jablan M: Zoran Lesendrić; T: Ramirez                         | Serbisch | –                                   | 10          | 6                | 3          | 19         | 06         | 0653                                | 01                                  | 07     |
| 09.   | 07       | Maja Nikolić                    | Ja znam da ti me ne voliš M: Marko Đurašević T: Rastko Savić  | Serbisch | Ich weiß, dass du mich nicht liebst | 8           | 5                | 5          | 18         | 04         | 1.000                               | 02                                  | 06     |
| 10.   | 01       | Peca Jovanović                  | Kao da je bilo juče M: Saša Dragić; T: Žana                   | Serbisch | Es war wie gestern                  | 2           | 2                | 2          | 06         | 02         | 1.264                               | 04                                  | 06     |

## Preise
| Preise der Beovizija   | Preise der Beovizija                     |
| ---------------------- | ---------------------------------------- |
| Bester Text            | Ramirez für Jablan                       |
| Bestes Arrangement     | Nenad Jelić für Kao da je bilo juče      |
| Beste Interpretation   | Slobodan Trkulja & Balkanopolis für Nebo |
| Bester Debütant        | Suzana Dinić                             |
| Beste Choreographie    | Ivana Jordan für Bomba                   |
| Preis der OGAE Serbien | Slobodan Trkulja & Balkanopolis für Nebo |

| Musikpreise (für 2006) | Musikpreise (für 2006)                       |
| ---------------------- | -------------------------------------------- |
| Hit des Jahres         | Flamingosi feat. Louis für Ludi letnji ples  |
| Entdeckung des Jahres  | Saša Kovačević                               |
| Ethno-Album des Jahres | Biljana Krstić für Bistrik                   |
| Konzert des Jahres     | Momčilo Bajagić Bajaga                       |
| Grafische Umsetzung    | Studio „Total Dizajn“ für die Beovizija 2006 |
| Rock-Gruppe            | Van Gogh                                     |
| Single des Jahres      | Neverne bebe für Da ima nas                  |
| Sängerin des Jahres    | Aleksandra Radović                           |
| Sänger des Jahres      | Sergej Ćetković                              |
| Duško Trifunović-Preis | Marina Tucaković für Nije sve tako crno      |

## Eurovision Song Contest

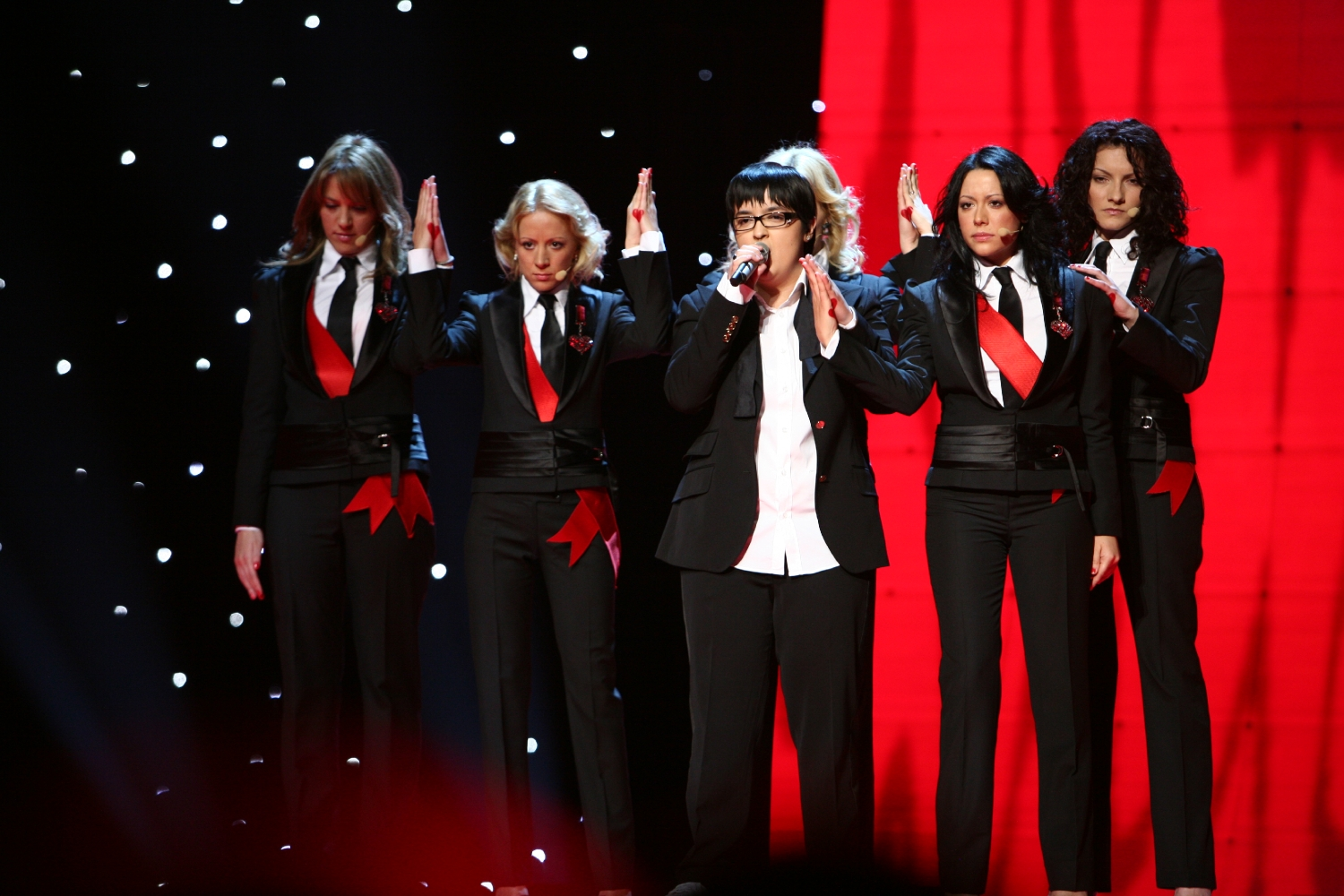
Marija Šerifović beim Eurovision Song Contest 2007

Da Serbien zum ersten Mal antrat, musste es beim Eurovision Song Contest 2007 zunächst durch das Halbfinale. Dieses gewann Marija Šerifović mit der damaligen Rekordpunktzahl von 298 Punkten. Im Finale erhielt Serbien neun von 41 möglichen Höchstwertungen, und gewann mit 268 Punkten vor der Ukraine mit 235 Punkten. Dies ist das erste Mal in der Geschichte des Wettbewerbs, dass ein Land mit seinem ersten Beitrag den Eurovision Song Contest gewann. Der Eurovision Song Contest 2008 fand daraufhin in Belgrad statt.
Der Hintergrundchor von Šerifović bildete nach dem Wettbewerb die Gruppe Beauty Queens und nahm 2008 und 2009 an der jeweiligen Beovizija teil.